# 光輪寺 (長野県朝日村)
光輪寺（こうりんじ）は、長野県東筑摩郡朝日村西洗馬にある高野山真言宗の寺院。山号は青壺山（せいこざん）。本尊は不動明王。

## 概要
春は墓所の桜、秋は紅葉で有名。元和3(1617)年から幕末まで朝日村一帯は高遠藩領の飛び地であり、松本藩による過激な廃仏毀釈の影響を受けていないことから、県宝指定の文化財を複数有している。伝承によると、起源は奈良時代に行基が開いた古薬師まで遡り、中興は木曽義仲とされる。古薬師は現在の光輪寺薬師堂裏手にある入村集落の上にあったといわれるが、明治期の寺社明細帳には当寺の由緒は不詳とある。鎌倉時代以降は、洗馬荘地頭の三村氏の祈願寺となった。

## 文化財

### 光輪寺本堂
- 本尊 不動明王 - 室町時代後期の作。桂の寄木造で像高は1メートル65センチ。村指定有形文化財。
- 脇侍 矜羯羅童子像、制吒迦童子像
- 大日如来像

### 光輪寺薬師堂

光輪寺薬師堂

光輪寺本堂の南側に薬師堂がある。本尊は薬師如来。棟札の記載から宝暦10年（1760年）に建立されたことがわかり、県宝に指定されている（棟札と宮殿（くうでん）が附指定）。入母屋造、茅葺。桁行5間、梁間4間で正面に1間の向拝を付し、前方の梁間2間分を吹き放し（壁・建具を入れない）とする。本建物のように、平面の半分を吹き放しとする例は珍しい。向拝の頭貫（かしらぬき）や虹梁（こうりょう）の木鼻は唐獅子、獏などの彫刻で飾り、主体部の中備（組物と組物の中間に置く部材）にも唐獅子、力士などの具象的な彫刻を用いる。昭和初期までは松本盆地一帯に「西洗馬のおやくし」として知られ、堂前から松本市今井の今井神社まで延びる旧道沿いには、薬師堂への道を示す石標が多数現存する。境内には西国・坂東・秩父の百体観音、四国八十八カ所などの多くの石仏がある。
- 本尊 薬師如来坐像 - 一木造りで像高は68センチ。鎌倉時代～室町時代初期の作とされる。後世の木割れのため、像の表面には鎹（かすがい）が多用され、墨書は削り取られている[3]。蓮華座の墨書には天和3年（1683年）に修理された旨が記載されている。脇侍の日光・月光菩薩立像を同じ厨子内に安置する。秘仏で定期的な開帳などの公開は行われていない。村指定有形文化財。
- 脇侍 日光菩薩・月光菩薩立像 - 檜の一木割矧（わりはぎ）造りで像高は両像とも92センチ。県宝に指定されている。鎌倉時代の元亨3年（1323年）、善光寺妙海の作であることが墨書から判明する[1]。妙海は信濃地方に作品を残し、代表作には上伊那郡辰野町の上島観音堂の十一面観音立像（重要文化財）などがある。
- 四天王像 - 鎌倉時代末期～室町時代の作。像高は、増長天・多聞天が1メートル54センチ、持国天が1メートル64センチ、広目天が1メートル70センチ。村指定有形文化財。
- 十二神像 - 室町時代末期～江戸時代の作。檜の寄木造りで像高は75センチ前後。村指定有形文化財。

### その他

光輪寺薬師堂の石仏群

- 石仏群 - 西国・坂東・秩父の百体観音や、四国八十八カ所、七観音、十三仏、弘法大師像など薬師堂だけでも石仏は200体を超える。どの像も大半は元禄時代の作。
- 十王堂 - 薬師堂の北側にあり、像は江戸時代の作。堂の横には、中興･木曽義仲が平家追討を祈願して植えたとされる桜がある（明治34(1901)年に枯死し、現在のものは2代目）。

## 年中行事
- 春祭り（花祭り）5月5日・6日
- 大般若会　5月6日
- お焚きあげ・祈願会　12月31日

## 交通アクセス
- JR篠ノ井線広丘駅から：朝日村営バスA・Dルートを利用、「薬師前」下車徒歩約5分。
- JR中央本線塩尻駅から：塩尻市地域振興バス洗馬線を利用、「旧原口郵便局前」又は「横沢」下車徒歩約20分。旧原口郵便局前バス停からは、現地まで村営のデマンドタクシーが利用できる（要予約）。

## 周辺
- 五社神社
- 古川寺
- 武居城趾